# Гау, Владимир Иванович
Влади́мир Ива́нович Га́у, Хау (нем. Woldemar Hau; 4 [16] февраля 1816, Ревель, Эстляндская губерния — 11 [23] марта 1895, Санкт-Петербург) — немецкий (остзейский) и русский акварелист, один из наиболее значимых мастеров камерного портрета середины XIX века (наряду с Петром Соколовым и Александром Брюлловым), создавший галерею представителей русской знати николаевской эпохи. Академик Императорской Академии художеств (с 1849; ассоциированный член — «назначенный» с 1842).

## Биография
Сын остзейского художника Иоганнеса Гау (1771—1838), который иммигрировал в Прибалтику из северной Германии в 1795 году. Его сводный брат — Эдуард Гау (1807—1888) — тоже художник. Отец был первым учителем живописи Вольдемара. Затем он обучался у бывшего придворного художника Карла фон Кюгельхена (1772—1832). В возрасте 16 лет написал портреты великих княжон, а также стал обладателем рекомендательного письма к профессору Академии художеств баталисту Александру Зауервейду. С 1833 по 1835 год Вольдемар Гау посещал Академию художеств в Санкт-Петербурге в качестве приглашённого студента. С 1842 года работал художником в Санкт-Петербурге. 29 апреля 1842 года он женился на Луизе, урожденной Санфтлебен (1825—1898). В 1849 году Гау был назначен членом Академии художеств.
В 1836 году получил большую серебряную медаль и звание неклассного художника. Через два года совершил поездку по Италии и Германии. Вернувшись в 1840 году в Россию, занял должность придворного художника и в течение трех десятилетий писал портреты семьи императора Николая I, а также выполнял светские портреты.
В 1849 году за изображения великой княгини Марии Николаевны с детьми и её супруга герцога Максимилиана Лейхтенбергского — президента Академии художеств — Гау был утверждён в звании академика акварельной живописи.
Похоронен на Смоленском лютеранском кладбище (уч. 27).

## Галерея

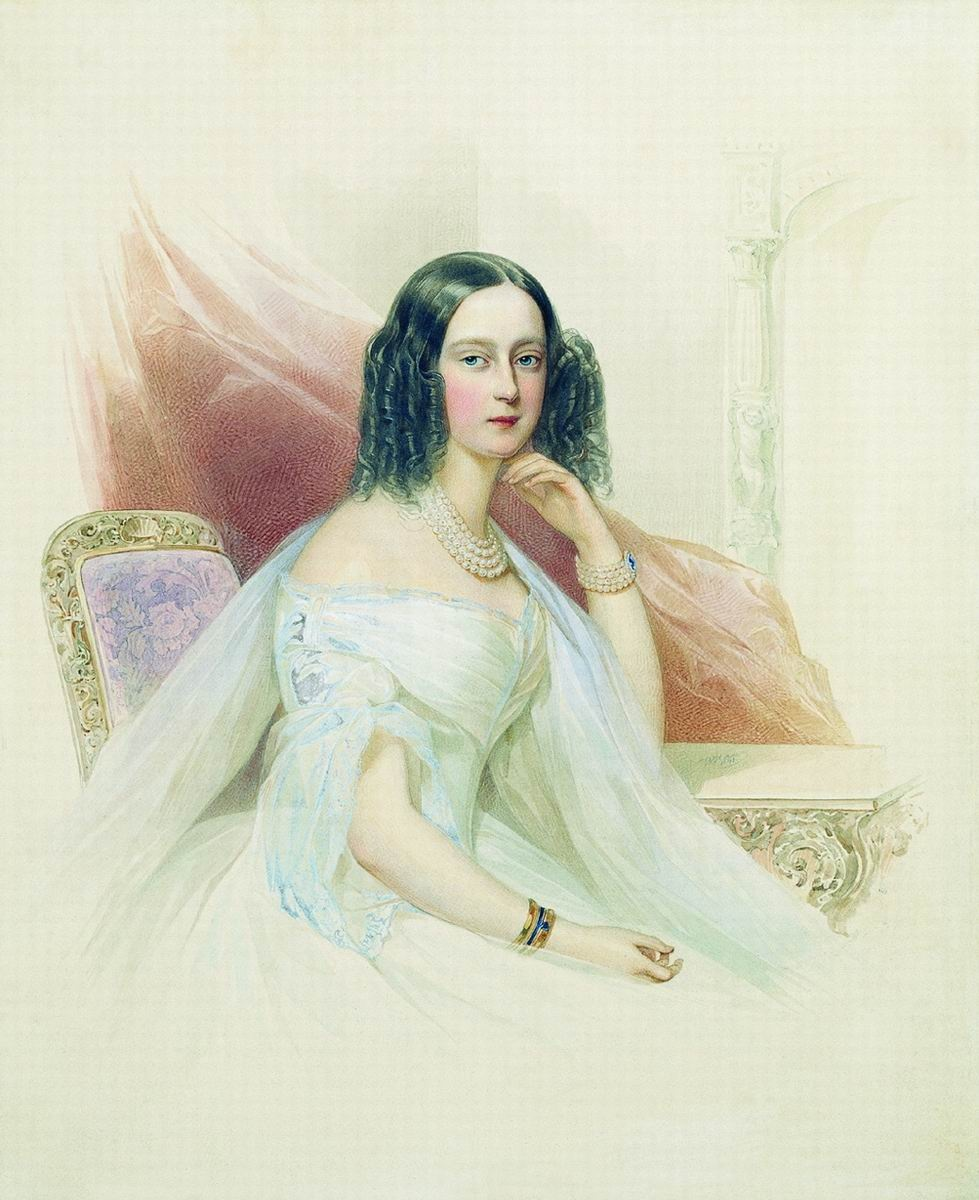
Портрет цесаревны великой княгини Марии Александровны, 1841
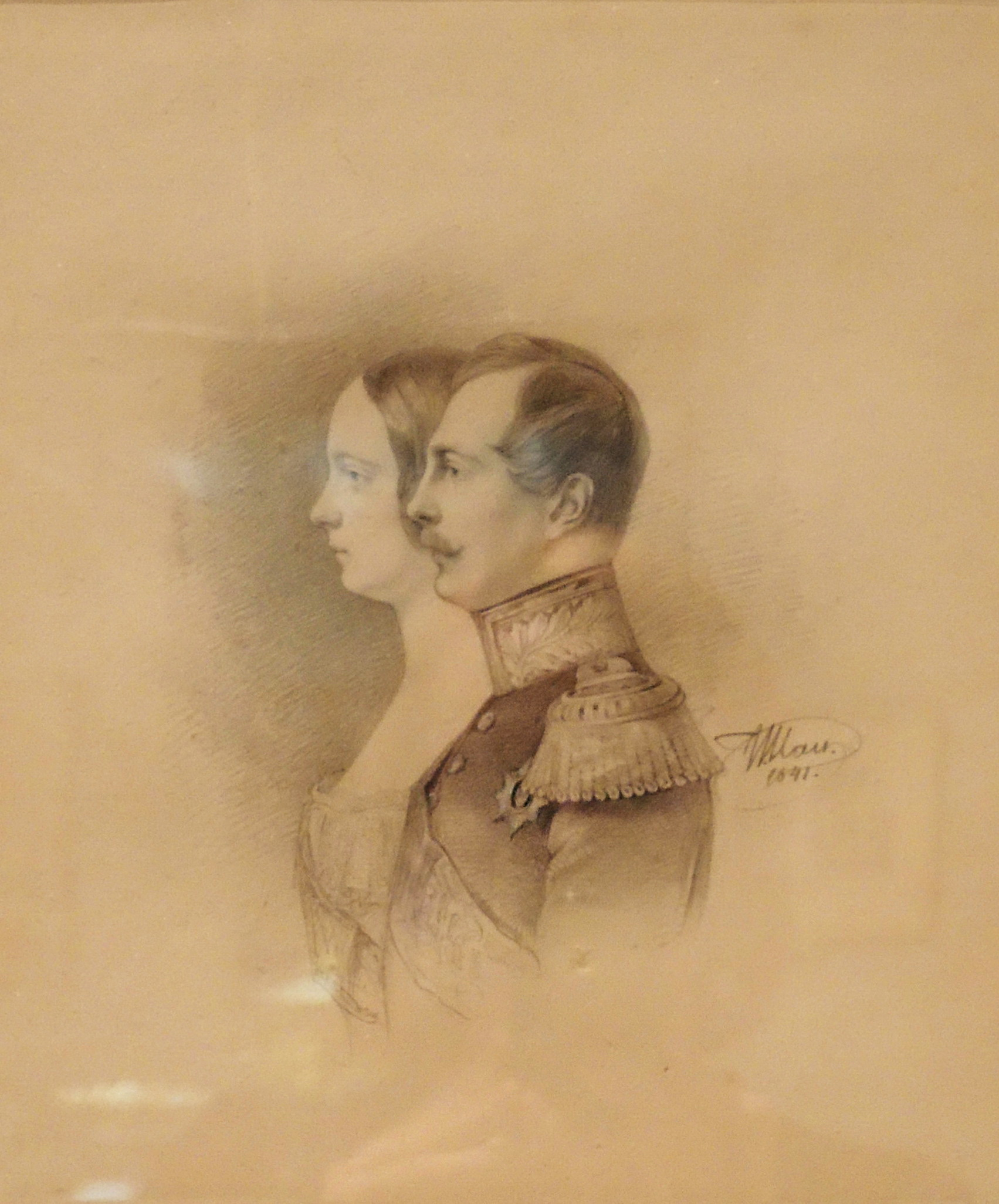
Портрет цесаревича Александра Николаевича и цесаревны Марии Александровны, 1841
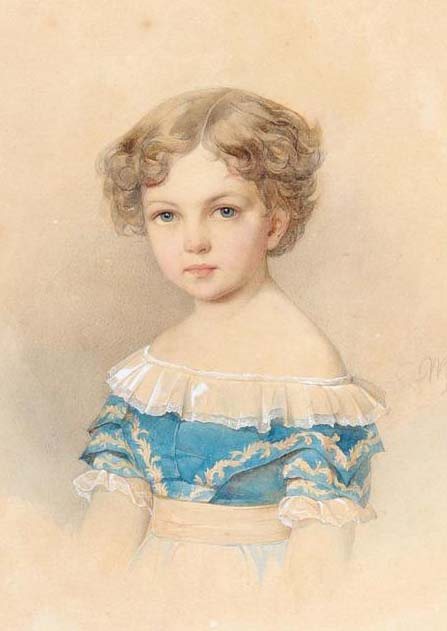
Портрет великой княжны Александры Александровны, 1841
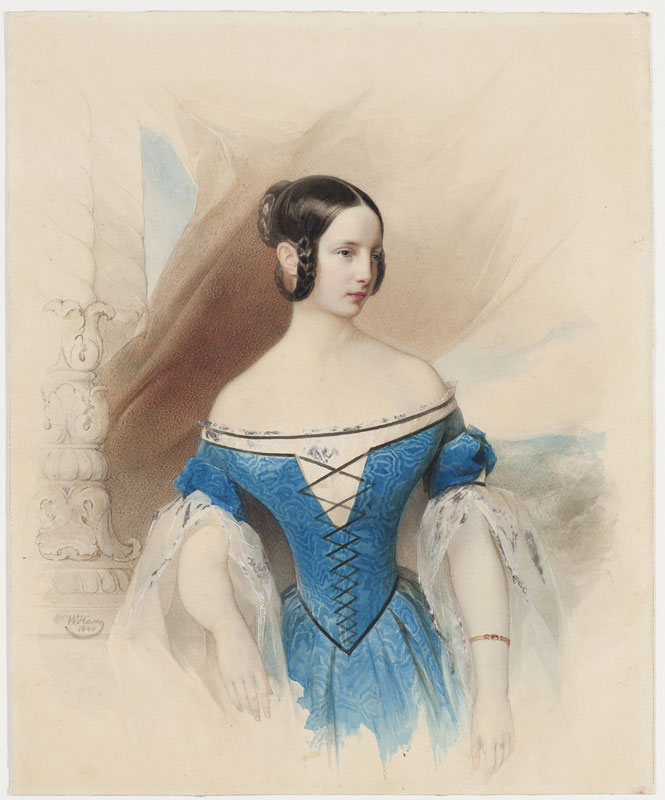
Портрет великой княжны Александры Николаевны, 1840-е годы